# رابرت لووری (بازیگر)
رابرت لووری (انگلیسی: Robert Lowery؛ ‏ ۱۷ اکتبر ۱۹۱۳ – ۲۶ دسامبر ۱۹۷۱) بازیگر اهل ایالات متحده آمریکا بود. وی بین سال‌های ۱۹۳۶ تا ۱۹۶۷ میلادی فعالیت می‌کرد.
از فیلم‌هایی که وی در آن نقش داشته‌است، می‌توان بهماجرای پرشور هالیوود اشاره کرد.

## مرگ
لوری بر اثر نارسایی قلبی در سن 58 سالگی در آپارتمان خود در لس آنجلس در 26 دسامبر 1971 درگذشت. 